# Hundborg
Hundborg – miasto w Danii, w regionie Jutlandia Północna, w gminie Thisted.